# Forrai Kristóf
Forrai Kristóf (teljes nevén: Forrai Kristóf János; Budapest, 1956. – ) magyar diplomata, nagykövet.

## Pályafutása
A Marx Károly Közgazdaságtudományi Egyetem Nemzetközi Kapcsolatok Tanszékén végzett, a Külügyminisztérium szolgálatába csak 1990-ben lépett. Magyarország washingtoni nagykövetsége I. titkára volt.
2000. augusztus 24-én adta át megbízólevelét Václav Havelnek, s 2004 nyaráig volt Magyarország prágai nagykövetségének vezetője. 2006-tól három évig a Nemzetközi Visegrádi Alap igazgatója lett, majd 2010. november 23-án kapta megbízatását a Helsinki képviselet nagykövetként való vezetésére. 2014 nyarán a magyar kormány bejelentette, hogy bezáratja tallinni nagykövetségét, egy évvel később Forrait mint finnországi nagykövetet akkreditálták Észtországban is. Finnországi munkásságáért 2016-ban Sauli Niinistö köztársasági elnök Finn Oroszlán lovagrend nagykeresztjével tüntette ki.
2018-ban újranyílt Magyarország tallinni nagykövetsége, 2019. január 15-től Forrai Kristófot nevezték ki nagykövetnek Észtországba. Ezt a posztot 2022 szeptemberéig töltötte be.